# Phoebe hainesiana
Phoebe hainesiana är en lagerväxtart som beskrevs av Dietrich Brandis. Phoebe hainesiana ingår i släktet Phoebe och familjen lagerväxter. Inga underarter finns listade i Catalogue of Life.